# Milon-la-Chapelle
Milon-la-Chapelle település Franciaországban, Yvelines megyében. Lakosainak száma 292 fő (2022. január 1.). Milon-la-Chapelle Chevreuse, Magny-les-Hameaux, Saint-Lambert és Saint-Rémy-lès-Chevreuse községekkel határos.

## Népesség
A település népességének változása:
| Lakosok száma | 272  | 271  | 292  | 289  | 286  | 283  | 283  | 288  | 292  |
|               | 2013 | 2015 | 2016 | 2017 | 2018 | 2019 | 2020 | 2021 | 2022 |